# Piernas Locas Crane
Piernas Locas Crane, conocida según el redoblaje como La Grulla Patas Locas (Crazylegs Crane en inglés) es una serie de animación estadounidense de 16 episodios creada para televisión y producida por DePatie-Freleng Enterprises en 1978 para The All New Pink Panther Show en ABC.

## Producción
Esta fue la primera serie dedicada exclusivamente al personaje de Piernas Locas Crane. Este había tenido anteriormente apariciones regulares en las tres comedias de animación de DePatie-Freleng, Tijuana Toads, The Blue Racer y The Dogfather. Su personalidad es similar a la del personaje de Disney Goofy. En la serie alemana, este personaje era conocido como "Dummvogel", "pájaro tonto" literalmente.

## Argumento
Piernas Locas Crane es una grulla amarilla de pocas luces (voz de Larry D. Mann). Crane va normalmente acompañado por su hijo, Crazylegs Crane, Jr. (voz de Frank Welker). Cada episodio presenta los intentos de padre e hijo para atrapar un dragón pequeño (también con la voz de Welker imitando a Andy Kaufman).

## Reparto
- Larry D. Mann (Estados Unidos)
- Arturo Mercado (México)
- Francisco Colmenero (México)

## Apariciones

### Saga deTijuana Toads
1. Go for Croak (1969)
2. Snake in the Gracias (1971)
3. Two Jumpds and a Chump (1971)
4. The Egg and Ay-Yi-Yi! (1971)
5. A Leap in the Deep (1971)
6. Flight to the Finish (1972)

### Saga deThe Blue Racer
1. Blue Aces Wild (1973)
2. Snake Preview (1973)
3. Aches and Snakes (1973)

### Saga deDog Father
1. The Goose That Laid a Golden Egg (1974)
2. Mother Dogfather (1974)

### Saga dePiernas Locas Crane
1. Life With Feather
2. Crane Brained
3. King Of The Swamp
4. Sonic Broom
5. Winter Blunderland
6. Storky and Hatch
7. Fly-by-Knight
8. Sneaker Snack
9. Barnacle Bird
10. Animal Crackups
11. Jet Feathers
12. Nest Quest
13. Bug Off
14. Beach Bummer
15. Flower Power
16. Trail of the Lonesome Mine

### Televisión
- The All New Pink Panther Show (serie de TV - 1978 a 1980)

### Otras
- Cartoon Festival (video - 1987)